# 歯科衛生士法
歯科衛生士法（しかえいせいしほう、昭和23年7月30日法律第204号）は、歯科衛生士の職務・資格などに関する法律で、保健師助産師看護師法に対する特別法である。
歯科三法（歯科医師法、歯科衛生士法、歯科技工士法）の一つ。

## 概要
- 法令番号…昭和23年法律第204号
- 公布…1948年（昭和23年）7月30日
- 施行…1948年（昭和23年）10月27日

上記のほか、歯科衛生士は、歯科診療の補助、歯科衛生士の名称を用いて、歯科保健指導をなすことを業とすることができる。（第2条2項および3項）
欠格条項（第4条、第7条）、歯科衛生士名簿（第5条、第6条）を備え、免許に関する事項を登録する。
歯科衛生士の免許を取り消し、業務の停止（第8条）
指定登録機関による歯科衛生士の登録(第8条の2-第8条の18)
免許の申請、歯科衛生士名簿の登録、訂正及び抹消、免許証または免許証明書の交付、書換え交付、再交付、返納及び提出、住所の届出、指定登録機関及びその行う登録事務並びに登録事務の引継ぎに関する事項の、厚生労働省令への委任（第9条）
試験（第10条-第12条の9）
歯科衛生士の業務（第13条-第13条の7）
罰則（第14条-第21条）